# Latinizzazione nell'Unione Sovietica

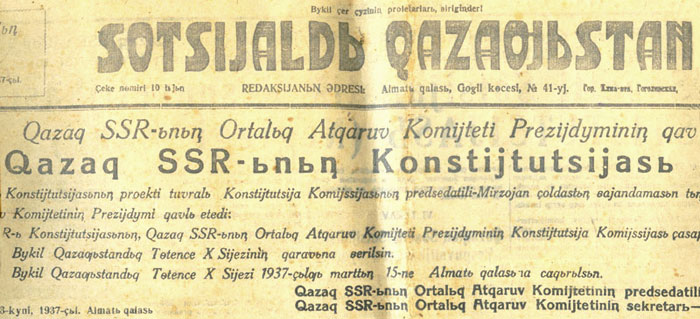
Un giornale kazako del 1937, stampato in caratteri latini ad Almaty, RSS Kazaka, URSS

La latinizzazione in URSS (in russo латиниза́ция?, latinizacija) è stata una campagna durante gli anni '20 e '30 del XX secolo per creare nuovi alfabeti e sostituire gli alfabeti esistenti delle lingue dei popoli dell'Unione Sovietica con gli alfabeti latini, con l'obiettivo di eliminare l'analfabetismo tra la popolazione nell'ambito della politica della korenizacija.

## Storia

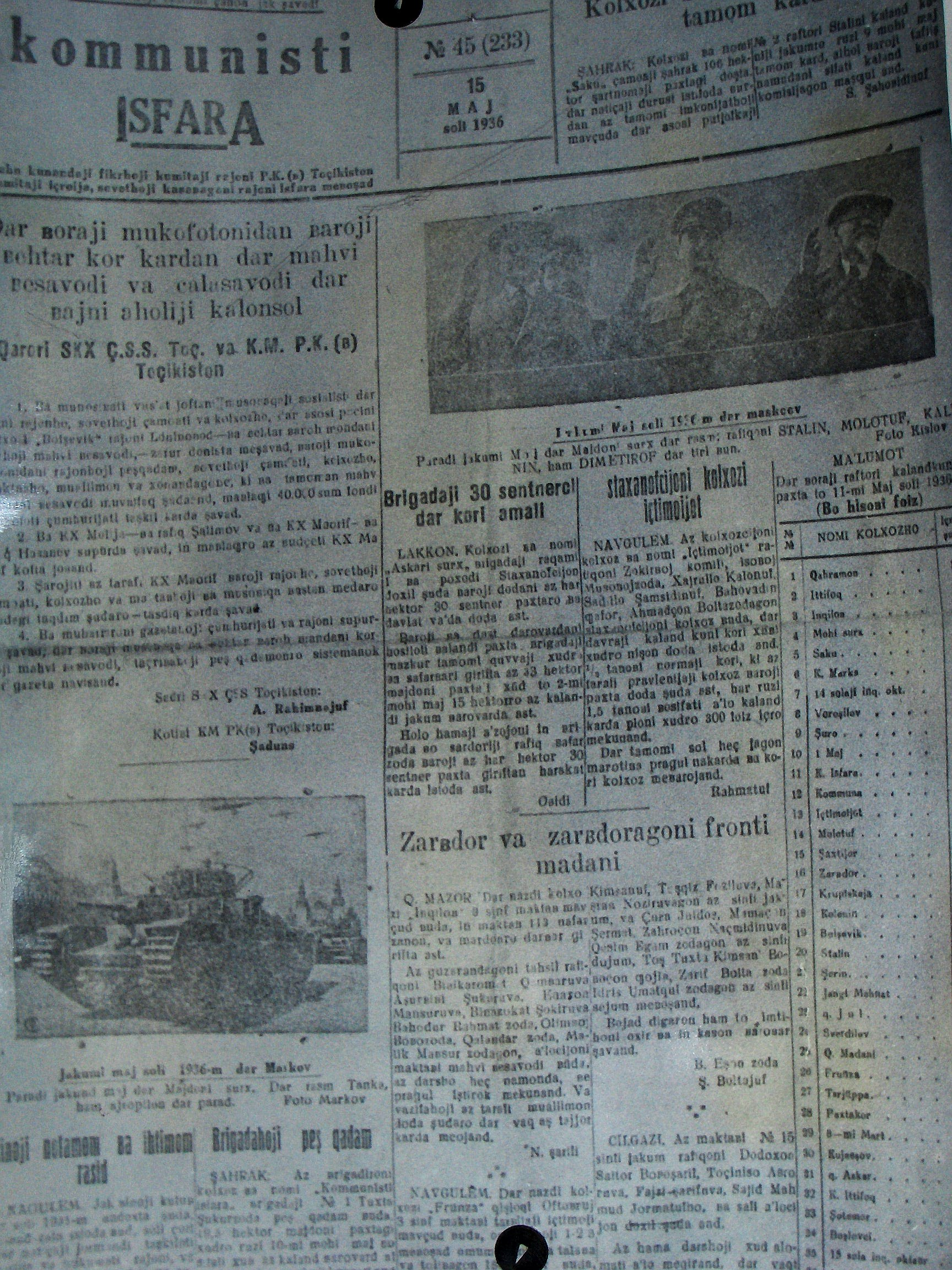
Un giornale tagico pubblicato nel 1936 in caratteri latini nella RSS Tagika, URSS

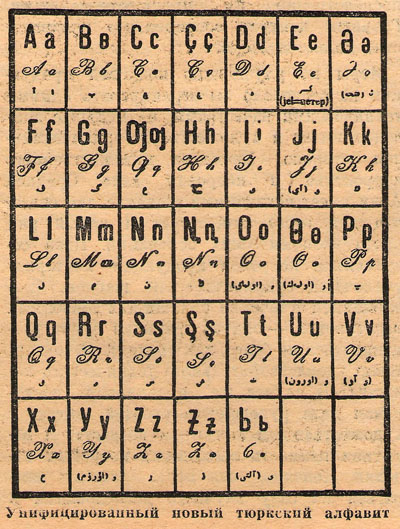
Il progetto di un nuovo alfabeto turco unificato, sulla base del quale furono latinizzati molti alfabeti dei popoli dell'URSS.

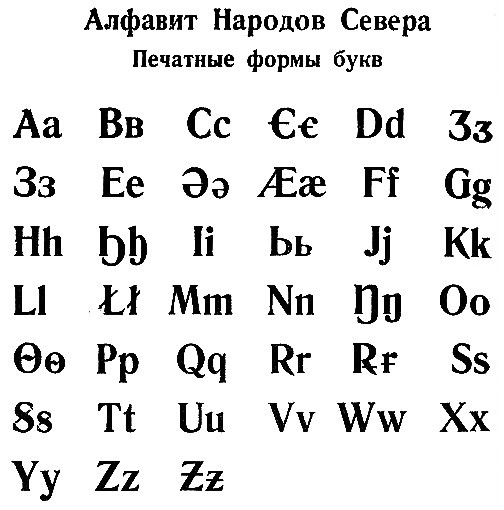
Il progetto dell "alfabeto nordico unificato", creato appositamente per i vari popoli del Nord, della Siberia e dell'Estremo Oriente.

### Contesto
Almeno dal 1700, gli intellettuali russi tentarono di latinizzare la lingua russa nel loro desiderio di stringere relazioni più strette con l'Occidente.
I bolscevichi dell'inizio del XX secolo avevano quattro obiettivi: rompere con lo zarismo, diffondere il socialismo in tutto il mondo, isolare gli abitanti musulmani dell'Unione Sovietica dal mondo arabo-islamico e sradicare l'analfabetismo attraverso la semplificazione. Conclusero che l'alfabeto latino era lo strumento giusto per farlo e, dopo aver preso il potere durante la rivoluzione russa del 1917, fecero dei piani per realizzare questi ideali. Sebbene i progressi fossero inizialmente lenti, nel 1926, le repubbliche a maggioranza turca dell'Unione Sovietica adottarono l'alfabeto latino, dando un grande impulso ai riformatori nella vicina Turchia. Quando Mustafa Kemal Atatürk adottò il nuovo alfabeto latino turco nel 1928, questo a sua volta incoraggiò i leader sovietici a procedere.

### Intervento
Quasi tutte le lingue turche, iraniche, uraliche e molte altre furono romanizzate, per un totale di quasi 50 delle 72 lingue scritte nell'URSS. Esistevano anche piani per romanizzare il russo e altre lingue slave, ma alla fine degli anni '30 la campagna di latinizzazione fu annullata e tutte le lingue di nuova romanizzazione furono convertite in cirillico.
Nel 1929 il Commissariato del Popolo della RSFSR formò un comitato per sviluppare la questione della romanizzazione dell'alfabeto russo, guidato dal professor N.F. Jakovlev e con la partecipazione di linguisti, bibliografi, tipografi e ingegneri. La Commissione completò il suo lavoro a metà gennaio 1930. Tuttavia, il 25 gennaio 1930, il segretario generale Iosif Stalin ordinò di fermare lo sviluppo della questione della romanizzazione dell'alfabeto cirillico per la lingua russa.
Le seguenti lingue furono romanizzate o adattate a nuovi alfabeti in caratteri latini:
- Abazino (1932)
- Abcaso (alfabeto abcaso) (1924)
- Adighè (1926)
- Altai (1929)
- Assiro (1930)
- Avaro (1928)
- Azero (alfabeto azero) (1922)
- Baloci (1933)
- Baschiro (1927)
- Bukhori (1929)
- Buriato (1929)
- Cabardo-circasso (1923)
- Calmucco (1930)
- Caraciai-balcara (1924)
- Caraim (1928)
- Careliano (1931)
- Ceceno (1925)
- Chakassa (1929)
- Chanty (1931)
- Cinese (Latinxua Sin Wenz) (1931)
- Ciukcio (1931)
- Cumucco (1927)
- Curdo (Alfabeti curdi) (1929)
- Dargwa (1928)
- Dungana (1928)
- Eschimo (1931)
- Even (1931)
- Evenki (1931)
- Giuhuri (1929)
- Ingriano (1932)
- Inguscio (1923)
- Itelmena (1931)
- Jakuto (1920/1929)
- Karakalpako (1928)
- Kazako (alfabeto kazako) (1928)
- Ket (1931)
- Komi (1932)
- Komi-permiaco (1932)
- Koryak (1931)
- Krymchak (1928)
- Kumandin (1932)
- Kirghiso (1928)
- Lak (1928)
- Laz (1930)
- Lesgo (1928)
- Mansi (1931)
- Moldavo (nome usato in URSS per il romeno; alfabeto moldavo) (1928)
- Nanai (1931)
- Nenec (1931)
- Nivkh (1931)
- Nogai (1928)
- Osseto (1923)
- Persiano (1930)
- Sami (1931)
- Selcup (1931)
- Scior (1931)
- Sciugni (1932)
- Tabasarano (1932)
- Tagico (1928)
- Taliscio (1929)
- Tat (1933)
- Tataro (Yañalif) (1928)
- Tataro di Crimea (1927)
- Tsakhur (1934)
- Turkmeno (1929)
- Udege (1931)
- Udi (1934)
- Uiguro (1928)
- Uzbeco (1927)
- Vespo (1932)

Furono creati e approvati piani per le seguenti lingue, ma che non vennero poi implementati:
- Aleutino
- Arabo
- Coreano
- Udmurto

L'8 agosto 1929, con il decreto del Comitato esecutivo centrale e del Consiglio dei commissari del popolo dell'URSS "Sul nuovo alfabeto latinizzato dei popoli della lingua scritta araba dell'URSS" fu dato uno status ufficiale alla transizione all'alfabeto latino. Iniziò il passaggio a un nuovo alfabeto di giornali, riviste, di case editrici e di istituzioni educative. Dal 1930 iniziò una nuova fase della romanizzazione: il passaggio a un nuovo alfabeto dei popoli di altri gruppi linguistici.
In totale, tra il 1923 e il 1939, furono creati alfabeti per 50 lingue (su 72 lingue dell'URSS che avevano una lingua scritta) sulla base dell'alfabeto latino. Nelle lingue mari, mordoviano e udmurto, l'uso dell'alfabeto cirillico continuò anche durante il periodo di massima latinizzazione.
Tuttavia, nel 1936, iniziò una nuova campagna di traduzione in cirillico di tutte le lingue dei popoli dell'URSS, che fu sostanzialmente completata nel 1940 (il tedesco, il georgiano, l'armeno e lo yiddish rimasero non cirillizzati dalle lingue comuni nell'URSS; anche gli ultimi tre furono latinizzati). Più tardi, anche le lingue polacca, finlandese, lettone, estone e lituana rimasero non cirilizzate.